# Campionati mondiali di sollevamento pesi 1909
I Campionati mondiali di sollevamento pesi 1909, 12ª edizione della manifestazione, si svolsero a Vienna il 3 ottobre e il 2 dicembre 1909.

## Titoli in palio
Le categorie, come nella precedente edizione, rimangono due.
| Categoria    | Eventi      |
| ------------ | ----------- |
| Pesi medi    | 80 kg       |
| Pesi massimi | Oltre 80 kg |

## Risultati
Ai campionati parteciparono ventitré atleti rappresentanti di tre nazioni. L'Austria, come nella precedente edizione, si aggiudicò tutti i posti sul podio.
| Evento      | Oro          | Argento       | Bronzo           |
| ----------- | ------------ | ------------- | ---------------- |
| 80 kg       | Johann Eibel | Josef Hofböck | Anton Lenz       |
| Oltre 80 kg | Josef Grafl  | Karl Swoboda  | Berthold Tandler |

## Medagliere
| Posiz. | Nazione | Oro | Argento | Bronzo | Totale |
| ------ | ------- | --- | ------- | ------ | ------ |
| 1      | Austria | 2   | 2       | 2      | 6      |
| Totale | Totale  | 2   | 2       | 2      | 6      |